# Handheld PC

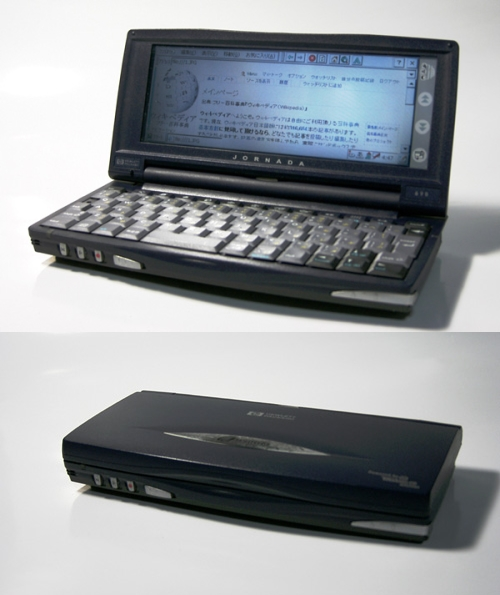
клавиатурный КПК (Handheld PC) HP Jornada 690

Handheld PC (англ. «Персональный компьютер, удерживаемый в руке», сокр. «H/PC») — клавиатурный карманный персональный компьютер, выполненный в раскладном или раздвижном форм-факторе, что также название программной платформы Microsoft для данного типа устройств. Handheld PC выглядит как уменьшенный ноутбук, его можно положить на одну ладонь и печатать на клавиатуре другой рукой, которые также могут оснащаться сенсорным экраном. Наиболее распространены устройства на базе процессоров ARM и MIPS, работающие под управлением операционной системы Windows CE, иногда встречаются варианты под управлением ОС на базе GNU/Linux. Handheld PC занимают промежуточное положение между ноутбуками и карманными ПК, их размеры обычно не позволяют считать данные устройства «карманными», но по функциональности и габаритам они не могут считаться полноценными ноутбуками (хотя в конце 90-х годов XX века встречались модели, близкие по размерам к некоторым ноутбукам).
В английском языке в качестве синонима словосочетания «Handheld PC» иногда используется термин «Palmtop», который изначально являлся названием серии клавиатурных КПК компании Hewlett-Packard.Термин «Handheld» в английском языке часто используется применительно к любым мобильным устройствам, для полноценной работы с которыми не нужна дополнительная точка опоры (мобильные телефоны, смартфоны, все виды КПК, портативные игровые приставки и т. п.).

## История

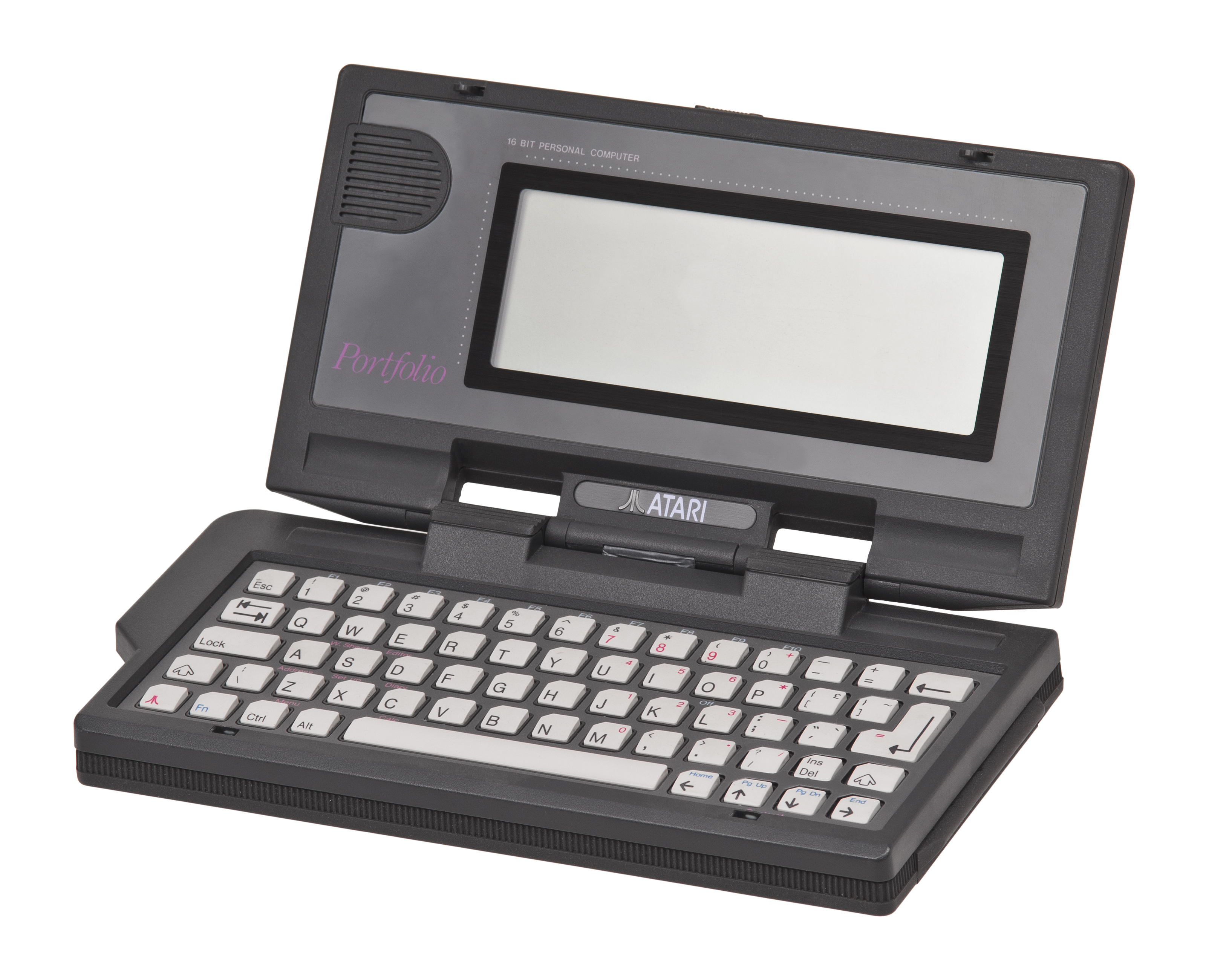
Atari Portfolio

Первым в истории КПК считается Atari Portfolio, появившийся в 1989 году. Выполнен этот КПК был в формате Handheld PC. В начале 90-х годов XX века самыми популярными и распространенными были именно клавиатурные КПК, такие как Psion Series 3 под управлением операционной системы EPOC и устройства Hewlett-Packard под управлением DOS (HP 95LX, HP 100LX и некоторые другие). Конкуренцию клавиатурным КПК практически в одиночку составляли устройства Apple Newton (выпускались с 1993 года), выполненные в форм-факторе близком к современным КПК. Размер диагонали экрана всех тогдашних КПК был около 5 дюймов (130 мм).
В 1995 году компания Hewlett-Packard выпускает клавиатурный КПК HP OmniGo 100 с сенсорным экраном. КПК работал под управлением ОС GEOS 2.0. Однако данное устройство, как и последующая модель HP OmniGo 120 не имело особого успеха.
В 1996 году компания Nokia выпускает гибридное устройство — Nokia 9000 Communicator. Этот аппарат сочетал в себе функциональность КПК и мобильного телефона и считается первым коммуникатором. Серия коммуникаторов Nokia была впоследствии продолжена, вплоть до настоящего времени данные устройства выполняются в формате клавиатурных КПК. В том же 1996 году Microsoft выпускает первую версию ОС для мобильных устройств — Windows CE 1.0 и платформу Handheld PC 1.0 на её основе. На данной платформе выходят первые устройства (например HP 300LX/320LX, Casio Cassiopeia A10 и другие). В это же время появляются первые бесклавиатурные устройства на базе Palm OS, предопределившие развитие рынка КПК на много лет вперёд.
В 1997—1999 годах было выпущено довольно много клавиатурных КПК на базе различных версий Windows CE для Handheld PC (HP Palmtop и Jornada, Compaq PC Companion, NEC MobilePro, LG Phenom и ряд других). В сегменте Handheld PC данные модели конкурировали с довольно популярными КПК Psion Series 5. Однако доля подобных устройств на рынке была весьма мала. Клавиатурные ПК были весьма мощными, имели большие возможности по расширению функциональности (PCMCIA и разъёмы для карт памяти), разрешение экрана составляло 480 x 240 точек и выше, часто встречались модели с цветным сенсорным экраном. Однако большой вес и габариты были самыми серьёзными недостатками Handheld PC, конкурировать на равных с лёгкими и компактными устройствами под управлением Palm OS они не могли, поэтому оставались нишевыми устройствами для технически продвинутых пользователей. Для конкуренции с бесклавиатурными устройствами компания Microsoft выпустила платформу Palm-size PC, которая постепенно набирала популярность.
В 2000 году корпорация Microsoft на базе Windows CE выпускает последнюю платформу для клавиатурных ПК на базе Windows CE 3.0 — Handheld PC 2000 и сосредотачивает усилия на развитии платформы Pocket PC для бесклавиатурных устройств. Компания Psion выпустила последние модели своих клавиатурных КПК — Psion Revo Plus и Psion Series 7.
После 2000 года сегмент handheld PC практически перестал развиваться. Новые модели под управлением Windows CE выходили, но о сколько-нибудь массовом выпуске не было и речи. Одними из последних популярных устройств были: NEC MobilePro 900, Psion Teklogix netBook Pro и, с определёнными оговорками, Samsung NEXiO XP40. Из актуальных на сегодня устройств, handheld PC можно считать некоторые коммуникаторы (Nokia E90, Toshiba Portege G910, Motorola Accompli 009), а также, с большой натяжкой, портативную игровую приставку Nintendo DS.
Осенью 2008 года некоторыми китайскими производителями были представлены «нетбуки» с диагональю экрана 7,1 дюйма (18 см) на базе процессоров ARM под управлением ОС Windows CE и Linux. Использование ARM-процессора и соответствующих ОС относит эти устройства скорее к классу Handheld PC, чем нетбуков.

## Платформа Microsoft Handheld PC

### Handheld PC 1.0 (Windows CE 1.0)
Самая первая версия Windows CE была рассчитана именно на сегмент клавиатурных КПК. Она вышла в ноябре 1996 года и, по тем временам, была достаточно требовательна к аппаратному обеспечению (минимальный объём оперативной памяти составлял 2 Мб) и поддерживала только процессоры архитектуры SuperH и MIPS. Несмотря на недостатки, ведущие производители, такие как Hewlett-Packard, Compaq, NEC, Casio и другие, поддержали данное направление и выпустили целый ряд устройств под управлением новой операционной системы.
Типичные характеристики устройств под управлением Windows CE 1.0:
- Процессор: SH3 с частотой 40—44 МГц или MIPS с частотой 33—36 МГц
- Размер ПЗУ: от 4 до 8 Мб
- Размер ОЗУ: от 2 до 8 Мб
- Тип экрана: сенсорный, монохромный (4 градации серого)
- Размер диагонали и разрешение экрана: 5,1 дюйма (130 мм) с разрешением 480x240 точек, некоторые модели оснащались экранами с размером диагонали 6,6 дюйма (197 мм) и разрешением 640x240 точек.
- Вес: от 380 до 440 грамм

### Handheld PC 2.0 (Windows CE 2.0)
Вторая версия Windows CE вышла в 1997 году и была существенно переработана. Она стала более гибкой и позволяла выпускать на её основе платформы для различных устройств. Так, кроме Handheld PC 2.0, была выпущена платформа для бесклавиатурных КПК Palm-Size PC 1.0 и платформа для автомобильных компьютеров. Что касается клавиатурных КПК, то для устройств, работающих под управлением Handheld PC 2.0 фактически стандартным стало разрешение экрана 640x200, появились модели с цветным экраном (256 цветов). Появился целый ряд устройств с размером экрана более 7 дюймов (178 мм).

### Handheld PC 3.0 Professional Edition (Windows CE 2.11)
Handheld PC 3.0 — обновлённая платформа клавиатурных КПК, вышла в сентябре 1998 года. Благодаря тому что в ядре Windows CE 2.11 была значительно расширена поддержка различных архитектур процессоров, появились устройства на базе процессоров с архитектурой ARM. Сегмент Handheld PC рзаделился на две группы: в первую вошли традиционные клавиатурные КПК с разрешением экрана 640x240, а вторую группу образовали устройства по размерам и функциональности максимально приближенные к субноутбукам. Handheld PC из второй группы (Sharp Telios, HP Jornada 820, Samsung eGO-note, Compaq Aero 8000, NEC MobilePro 800, LG PHENOM Express и некоторые другие) можно отнести к предшественникам нетбуков (размер экрана отдельных моделей достигал 10 дюймов (254 мм)).
Впоследствии появилась версия Handheld PC 3.01 Professional Edition, под управлением которой вышло не так много устройств. Любое устройство на базе Handheld PC 3.0 можно было обновить до новой версии.

### Handheld PC 2000 (Windows CE 3.0)
В связи с ограниченным успехом устройств типа handheld PC компания Microsoft сосредоточилась на разработке платформы Pocket PC для бесклавиатурных КПК, представленной в апреле 2000 года, а операционная система Handheld PC 2000 была представлена лишь в сентябре 2000 года и позиционировалась как платформа для корпоративного сектора. Клавиатурные КПК активно вытеснялись бесклавиатурными устройствами и на базе Hanheld PC 2000 было выпущено довольно мало моделей: HP Jornada 720 и модификации, а также устройства серий Sharp Telios и NEC MobilePro. Кроме клавиатурных КПК под управлением Handheld PC 2000 были выпущены бесклавиатурные бюджетные планшетные ПК, такие как Siemens SIMpad и ViewSonic ViewPad 100, и даже коммуникаторы (CyberBank PC-EPhone и Samsung NEXiO S150)